# Agenzia spaziale polacca
L'Agenzia spaziale polacca (in lingua originale Polska Agencja Kosmiczna, abbreviato in PAK), spesso indicata con l'acronimo inglese POLSA (sigla di Polish Space Agency), è un'agenzia governativa polacca incaricata di realizzare i programmi spaziali civili e militari del Paese. È stata fondata nel 2014 e la sua sede principale è ubicata a Danzica.

## Organizzazione e compiti
L'Agenzia spaziale polacca è diretta da un presidente assistito da due vicepresidenti, di cui uno è responsabile per il settore scientifico e l'altro per il settore militare.
Oltre alla sede principale di Danzica, l'Agenzia ha due sedi staccate, una a Varsavia (responsabile per il nord della Polonia) e l'altra a Rzeszów (responsabile per il sud del Paese).   
L'Agenzia ha il compito di promuovere azioni per incrementare l'uso dei sistemi satellitari e accelerare lo sviluppo delle tecnologie spaziali a beneficio dell'amministrazione nazionale, della ricerca scientifica, dell'economia e della difesa nazionali.

## Storia
L'Agenzia è stata istituita dalla legge del 26 settembre 2014 e ha cominciato ad operare pienamente alla fine del 2015. Nel novembre 2014 il professor Marek Banaszkiewicz, che in precedenza era stato direttore del Centro di ricerca spaziale dell'Accademia polacca delle scienze, è stato nominato presidente dell'Agenzia spaziale polacca. Marek Moszyński, professore presso la Facoltà di Elettronica, Telecomunicazioni e Informatica del Politecnico di Danzica, è diventato vicepresidente del Dipartimento dell'Agenzia per la Scienza, mentre il generale Lech Majewski è diventato vicepresidente del Dipartimento dell'Agenzia per la Difesa.
In seguito al cambiamento della maggioranza parlamentare causato dalle elezioni dell'autunno del 2015, Banaszkiewicz è stato licenziato dal primo ministro Beata Szydło il 7 ottobre 2016, anche se il suo mandato sarebbe dovuto durare cinque anni. Gli è subentrato provvisoriamente il colonnello Piotr Suszyński, all'epoca vicepresidente dell'Agenzia spaziale per il settore Difesa. Il 13 marzo 2018 il fisico Grzegorz Brona è stato nominato nuovo presidente, ma ha rassegnato le dimissioni nel marzo 2019 ed è stato sostituito dall'economista Michał Szaniawski. Nel febbraio 2021 è stato nominato nuovo presidente il fisico Grzegorz Wrochna.